# دودمان‌های شمالی و جنوبی
| دودمان‌های شمالی و جنوبی (۴۲۰ تا ۵۸۹) | دودمان‌های شمالی و جنوبی (۴۲۰ تا ۵۸۹) | دودمان‌های شمالی و جنوبی (۴۲۰ تا ۵۸۹) |
| دودمان‌های شمالی                      | دودمان‌های شمالی                      | دودمان‌های جنوبی                      |
| ------------------------------------ | ------------------------------------ | ------------------------------------ |
| وی شمالی (توبا-وی) ۳۸۶ تا ۵۳۵        | وی شمالی (توبا-وی) ۳۸۶ تا ۵۳۵        | لیو سونگ ۴۲۰ تا ۴۷۹                  |
| وی شمالی (توبا-وی) ۳۸۶ تا ۵۳۵        | وی شمالی (توبا-وی) ۳۸۶ تا ۵۳۵        | کی جنوبی ۴۷۹ تا ۵۰۲                  |
| وی شمالی (توبا-وی) ۳۸۶ تا ۵۳۵        | وی شمالی (توبا-وی) ۳۸۶ تا ۵۳۵        | لیانگ ۵۰۲ تا ۵۵۷                     |
| وی غربی ۵۳۵ تا ۵۵۷                   | وی شرقی ۵۳۴ تا ۵۵۰                   |                                      |
| ژوی شمالی ۵۵۷ تا ۵۸۱                 | کی شمالی ۵۵۰ تا ۵۷۷                  | چن ۵۵۷ تا ۵۸۹                        |

دورهٔ سلسله‌های شمالی و جنوبی بخشی از تاریخ چین است که از ۴۲۰ تا ۵۸۹ میلادی به طول انجامید. در طی این دوره جنگ داخلی شدت گرفت و به مرگ هزاران نفر انجامید؛ اگرچه، در همین زمان علم و هنر رشد بی‌سابقه ای را به خود دید. همچنین، بودیسم و تائوئیسم در این زمان در بین مردم چین رایج شدند و سرانجام، مهاجرت بزرگ نژاد هان چین به جنوب رود یانگ تسه اتفاق افتاد.